# Górnik Brzeszcze
Górnik Brzeszcze – polski klub sportowy, założony w marcu 1922 w Brzeszczach, prowadzący sekcję piłki nożnej.

## Informacje ogólne
- Pełna nazwa: Klub Sportowy Górnik Brzeszcze
- Rok założenia: 1922
- Barwy: zielono-biało-czarne
- Adres: ul. Ofiar Oświęcimia 68, 32-620 Brzeszcze, woj. małopolskie
- Stadion:

pojemność – 6000 miejsc, w tym 800 siedzących
oświetlenie – na boisku treningowym
wymiary – 100 x 70

## Historia
Klub został założony w 1922 r. przez emigrantów z Zaolzia, pod pierwotną nazwą "Strzała". Zgłoszono go do rozgrywek piłkarskich w 1923 r. Klub szybko awansował z C klasy do klasy B, a po utworzeniu Ligi Państwowej awansował do klasy A. Wojna spowodowała, że działalność klubu została zawieszona.
W 1945 r. klub stanął na skraju upadku, ze względu na brak miejsca do rozgrywania spotkań. Dzięki finansowemu wsparciu Kopalni Węgla Kamiennego "Brzeszcze" w 1954 r. wybudowany został stadion, który może zmieścić 6000 widzów. W 1957 r. zmieniono nazwę klubu na "Klub Sportowy Górnik", 17 lipca zarejestrowano go w PKPN w Krakowie. Istniały sekcje m.in. podnoszenia ciężarów, piłki siatkowej, pływacka, piłki nożnej, lekkiej atletyki, tenisa. Ta ostatnia odnosiła największe sukcesy.
Największym osiągnięciem sekcji piłkarskiej były występy w III lidze. 31 marca 1993, podczas meczu Polska-Litwa (wynik 1:1, bramki P. Świerczewski – Poderis) na stadionie w Brzeszczach zasiadło ponad 7000 widzów.
W marcu 2017 roku, zarząd klubu złożył rezygnację motywując ją trudnościami z porozumieniem się z władzami Brzeszcz i kłopotami finansowymi. Ostatecznie, po kilku miesiącach niepewności i negocjacji z władzami gminy, zarząd postanowił wycofać swoją rezygnację i kontynuować prowadzenie klubu.
18 czerwca 2022 roku, z okazji 100-lecia Górnika Brzeszcze, zespół rozegrał jubileuszowy mecz towarzyski z występującym w Ekstraklasie Górnikiem Zabrze; spotkanie zakończyło się wynikiem 0:8.
W sezonie 2024/2025 Górnik nie zgłosił drużyny seniorów do rozgrywek.

## Sukcesy, wybitni zawodnicy
Pięcioboiści nowocześni:
- Arkadiusz Skrzypaszek, złoty medalista Igrzysk Olimpijskich w Barcelonie

Reprezentanci Polski w biegach długich:
- Ryszard Kopijasz
- Mieczysław Korzec
- Jerzy Finster
- Paweł Lorens, brązowy medalista halowych mistrzostw Europy

Lekkoatleci:
- Aniela Nikiel, uczestniczka Igrzysk Olimpijskich w Atlancie
- Włodzimierz Włodarczyk, medalista mistrzostw Polski w skoku w dal
- Łukasz Staszczyk, IV miejsce na mistrzostwach Polski juniorów w biegu na 60 m

Pływacy:
- Romuald Lukoszczyk, mistrz Polski na 100 metrów stylem klasycznym – 1977

Piłka nożna:
- Jan Bielenin, wicemistrz Polski z GKS Tychy w 1976 roku

## Drużyny
Klub prowadzi szkolenie pięciu drużyn piłki nożnej:
1. Seniorzy - pierwsza drużyna klubu.
2. Juniorzy - młodzież od 15 roku życia.
3. Trampkarze - młodzież do 14 roku życia.
4. Młodziki - dzieci do 12 roku życia.
5. Orliki - dzieci do 10 roku życia.